# Lliga Europea de la FIBA 1993-94
La Lliga Europea de la FIBA 1993-94 va ser la 37a edició de la màxima competició de clubs europeus de bàsquet -actual Eurolliga- i la 3a sota la seva denominació de Lliga Europea després de la reestructuració de les competicions l'any 1991. La competició va ser disputada pels campions de Lliga d'Europa.
Va ser guanyada pel 7Up Joventut, sent el primer equip català en aconseguir-ho, disputant la Final Four al Yad Eliyahu de Tel-Aviv, Israel, derrotant a la final a l'Olympiacos grec, en un partit en que el pivot verd-i-negre Corny Thompson va ser decisiu en ficar un triple quan faltaven 19 segons per a finalitzar el partit.

## Primera ronda
| Equip 1          | Global  | Equip 2               | Anada  | Tornada |
| ---------------- | ------- | --------------------- | ------ | ------- |
| Universitatea    | 145–202 | RTI Minsk             | 74–94  | 71–108  |
| Rabotnički       | 152–135 | Tunsgram-Honvéd       | 73–61  | 79–74   |
| ASK Brocēni      | 203-190 | KTP                   | 110–92 | 93–98   |
| Pezinok          | 151–167 | Fidefinanz Bellinzona | 79–76  | 72–91   |
| Budivelnyk       | 143–170 | Guildford Kings       | 58–84  | 85–86   |
| Résidence        | 130–180 | USK Praha             | 67–94  | 63–86   |
| Kalev            | 0–40*   | Croatia Osiguranje    | 0–20   | 0–20    |
| Vllaznia         | 130–172 | SÜBA Sankt Pölten     | 60–94  | 70–78   |
| Hapoel Tel Aviv  | 150–162 | Benfica               | 83–75  | 67–87   |
| CSKA Moscú       | 150–154 | Smelt Olimpija        | 88–65  | 62–89   |
| Canoe Jeans EBBC | 172–165 | Śląsk Wrocław         | 87–82  | 85–83   |
| Keflavik         | 162–252 | Žalgiris              | 98–128 | 64–124  |
| Levski Sofia     | 178–174 | Achilleas             | 109–91 | 69–83   |

*Kalev es va retirar abans del partit d'anada, i al Croatia Osiguranje Split se li va assignar un marcador de 20-0 en els dos partits.

## Segona ronda
| Equip 1               | Global  | Equip 2             | Anada   | Tornada |
| --------------------- | ------- | ------------------- | ------- | ------- |
| RTI Minsk             | 88–127  | FC Barcelona        | 88–107  | 0–20*   |
| Rabotnički            | 163–177 | Pau-Orthez          | 74–86   | 89–91   |
| ASK Brocēni           | 148–169 | 7up Joventut        | 79–81   | 69–88   |
| Fidefinanz Bellinzona | 180–194 | Clear Cantù         | 105–104 | 75–90   |
| Guildford Kings       | 151–149 | Hapoel Galil Elyon  | 86–78   | 65–71   |
| USK Praha             | 148–185 | Benetton Treviso    | 75–88   | 73–97   |
| Croatia Osiguranje    | 132–146 | Maes Pils           | 72–63   | 60–83   |
| SÜBA Sankt Pölten     | 156–179 | Cibona              | 78–85   | 78–94   |
| Benfica               | 163–154 | Smelt Olimpija      | 87–63   | 76–91   |
| Canoe Jeans EBBC      | 144–168 | Bayer 04 Leverkusen | 84–83   | 60–85   |
| Žalgiris              | 132–134 | Efes Pilsen         | 60–77   | 72–57   |
| Levski Sofia          | 147–165 | Panathinaikos       | 68–84   | 79–81   |

*RTI Minsk va renunciar a jugar el partit de tornada, assignant-li al FC Barcelona un marcador de 20-0 en aquest partit.
Classificats automàticament per a la fase de grups
- Limoges (defensor del títol)
- Reial Madrid
- Buckler Bologna
- Olympiacos

## Fase de grups
|    | Equipo              | Par. | Pts. | G  | P  | PF   | PC   |
| -- | ------------------- | ---- | ---- | -- | -- | ---- | ---- |
| 1. | Olympiacos          | 14   | 25   | 11 | 3  | 1047 | 897  |
| 2. | Reial Madrid        | 14   | 23   | 9  | 5  | 1123 | 978  |
| 3. | Limoges             | 14   | 23   | 9  | 5  | 1013 | 979  |
| 4. | FC Barcelona        | 14   | 22   | 8  | 6  | 1132 | 1067 |
| 5. | Maes Pils           | 14   | 22   | 8  | 6  | 1040 | 1072 |
| 6. | Benetton Treviso    | 14   | 21   | 7  | 7  | 1085 | 1072 |
| 7. | Bayer 04 Leverkusen | 14   | 18   | 4  | 10 | 1022 | 1045 |
| 8. | Guildford Kings     | 14   | 14   | 0  | 14 | 889  | 1241 |

|    | Equipo          | Par. | Pts. | G  | P  | PF   | PC   |
| -- | --------------- | ---- | ---- | -- | -- | ---- | ---- |
| 1. | Efes Pilsen     | 14   | 24   | 10 | 4  | 1005 | 957  |
| 2. | Panathinaikos   | 14   | 23   | 9  | 5  | 1076 | 1024 |
| 3. | 7up Joventut    | 14   | 23   | 9  | 5  | 1116 | 1026 |
| 4. | Buckler Bologna | 14   | 23   | 9  | 5  | 1139 | 1017 |
| 5. | Cibona          | 14   | 23   | 9  | 5  | 1126 | 1069 |
| 6. | Benfica         | 14   | 19   | 5  | 9  | 1016 | 1093 |
| 7. | Pau-Orthez      | 14   | 17   | 3  | 11 | 1044 | 1155 |
| 8. | Clear Cantù     | 14   | 16   | 2  | 12 | 1011 | 1192 |

|  | Els quatre primers de cada grup es classifiquen per a quarts de final |
|  | No es classifiquen per a quarts de final                              |

## Quarts de final
Els equips millor classificats jugaven els partits 2 i 3 a casa.
| Equip 1         | Global | Equip 2       | Anada | Tornada | 3r partit |
| --------------- | ------ | ------------- | ----- | ------- | --------- |
| Buckler Bologna | 1–2    | Olympiacos    | 77–64 | 69–89   | 62–65     |
| 7up Joventut    | 2–0    | Reial Madrid  | 88–69 | 71–67   |           |
| FC Barcelona    | 2–1    | Efes Pilsen   | 54–50 | 64–73   | 76–62     |
| Limoges         | 1–2    | Panathinaikos | 75–68 | 48–59   | 73–87     |

## Final Four

### Semifinals
19 d'abril, Yad Eliyahu Arena, Tel-Aviv
| Equip 1      | Marcador | Equip 2       |
| ------------ | -------- | ------------- |
| Olympiacos   | 77–72    | Panathinaikos |
| FC Barcelona | 65–79    | 7up Joventut  |

### Tercer i quart lloc
21 d'abril, Yad Eliyahu Arena, Tel-Aviv
| Equip 1      | Marcador | Equip 2       |
| ------------ | -------- | ------------- |
| FC Barcelona | 83–100   | Panathinaikos |

### Final
| 21 d'abril de 1994 | 7up Joventut                                     | '59'–57                           | Olympiacos                                 | Tel-Aviv                                                                                          |  |
| Final              | Puntuació per quart: 39-39, 20–18                | Puntuació per quart: 39-39, 20–18 | Puntuació per quart: 39-39, 20–18          |                                                                                                   |  |
|                    | Pts: Ferrán Martínez 17 Rebs: Ferrán Martínez 10 | Informe                           | Pts: Žarko Paspalj 15 Rebs: Toy Tarpley 14 | Yad Eliyahu Espectadors: 8.000 assistents Àrbitres: Reuven Virovnik (ISR) i Stefano Cazzaro (ITA) |  |

### Classificació final
|  | Equip         |
|  | ------------- |
|  | 7up Joventut  |
|  | Olympiacos    |
|  | Panathinaikos |
|  | FC Barcelona  |